# Josef Vičánek
Josef Vičánek (5. dubna 1889 Halenkovice – 29. července 1970 Uherské Hradiště) byl český a československý politik, meziválečný i poválečný poslanec Národního shromáždění za Československou stranu lidovou.

## Biografie
Vystudoval učitelský ústav v Kroměříži. Jako učitel působil v Bílovicích u Uherského Hradiště, v Napajedlích, v Kunovicích a v Uherském Hradišti, kde trvaleji zakotvil jako vyučující a později ředitel Zemské vychovatelny. Ve druhé polovině 30. let se stal členem správní rady brněnské Zbrojovky. Od mládí pracoval aktivně v Katolické omladině a v Orlu. Po roce 1918 vstoupil do ČSL. Byl členem zemského výkonného výboru v Brně, předsedou krajské lidové rady a župním starostou Orla v Uherském Hradišti. V roce 1924 získal po smrti Josefa M. Kadlčáka post předsedy Svazu katolického učitelstva. Ve 20. letech 20. století předsedal Spolku katolických učitelů, který byl součástí odborového hnutí napojeného na lidovou stranu.
V parlamentních volbách v roce 1925 získal poslanecké křeslo v Národním shromáždění. Mandát v parlamentních volbách v roce 1929 obhájil a do parlamentu se dostal i po parlamentních volbách v roce 1935. Poslanecký post si oficiálně podržel do zrušení parlamentu roku 1939. Krátce předtím ještě v prosinci 1938 přestoupil do poslaneckého klubu nově zřízené formace Strana národní jednoty.
Podle údajů k roku 1935 byl profesí odborným učitelem v Uherském Hradišti. Angažoval se v tělovýchovné jednotě Orel.
Podporoval vždy politiku předsedy strany Jana Šrámka. Za německé okupace byl 1. září 1939 zatčen a vězněn v Brně na Špilberku, v roce 1940 byl propuštěn, čímž se stal podezřelým z kolaborace s Němci. V roce 1945 ale byl Národním soudem očištěn a zapojil se znovu do práce v ČSL. Byl členem krajské rady ve Zlíně.
Po osvobození byl v letech 1945-1946 za lidovce poslancem Prozatímního Národního shromáždění a v letech 1946-1948 Ústavodárného Národního shromáždění. V parlamentu setrval do parlamentních voleb v roce 1948.
Po únoru 1948 nebyl ze strany vyloučen, ale nové vedení ČSL ho nepřevedlo do „obrozené“ (prokomunistické) Československé strany lidové. Nebyl zařazen na jednotkou kandidátku do voleb v roce 1948. Poté se veřejného života již neúčastnil.